# Никомед IV
Никомед IV Филопатор или Никомед IV од Битиније је био последњи краљ Битиније у приоду од око 94. --74. п. н. е.
Краљ Битиније
Био је син Никомеда III. Имао је брата Сократа Хреста и сестру Нису. Првих неколико година његове владавине било је релативно мирно, а онда је Митридат VI од Понта почео да пустоши границе Битиније. Никомедов брат Сократ Хрест на наговор Митридата је затражио трон Битиније а затим му је војно помогао да 90. п. н. е. силом преузме управу над Битинијом од Никомеда. Никомед јенакон тога побегао у Рим. На његову молбу, Римска војска предвођена Манија Аквилија уз помоћ Галаћана и Фригијаца вратили су Никомеда на трон.
Римски Сенат је након тога охрабрио Никомеда да нападне Митридатову територију обећавајући му помоћ, а надајући се да ће тако потпалити рат. Притиснут тешким обавезама Никомед IV је пристао на римске захтеве. Напао је територију Понта и опљачкао је све до Амастриса. Никомед се вратио са великим пленом, а Митридат VI од Понта се онда жалио Римљанима да је Никомед некажњено пустошио територију Понта и позвао их да га обуздају. Пошто су га Римљани одбили 88. п. н. е. започео рат, најпре против Кападокије.
Митридат VI, након освајања Кападокије, напао је и Битинију. Успео је да порази Никомеда IV који је са остатцима војске побегао у Пафлагонију.
После Првога митридатовога рата 84. п. н. е. Сула је присилио Митридата VI да Битинију врати Никомеду. Сула је помирио Митридата са Никомедом и Ариобарзаном I Филоромејем и све ставио под римску контролу. Млади Гај Јулије Цезар био је 80. п. н. е. римски амбасадор на Никомедовом двору. Цезар је тражио од Никомеда да опреми флоту за римске потребе.
Никомед је 74. п. н. е. читаву краљевину опоруком оставио римском цартву. Убрзо након тога Никомед IV Филопатор је умро, а римски Сенат је одмах изгласао Битинију као нову римску провинцију.